# 5723 Hudson
5723 Hudson (1986 RR2) là một tiểu hành tinh vành đai chính được phát hiện ngày 6 tháng 9 năm 1986 bởi Bowell, E. ở Flagstaff.